# Global Warming
Global Warming — седьмой студийный альбом, записанный американским рэпером Питбулем. Он был выпущен 19 ноября 2012 г. по всему миру. Тизер, сопровождающий выпуск альбома был впервые размещён 17 сентября 2012 года на официальной странице Питбуля на Facebook и канале YouTube.

## Предыстория
7 октября 2011 RCA Music Group объявил, что расформировывает лейбл J Records вместе с Arista Records и Jive Records. После закрытия Питбуль и другие артисты, которые подписали контракт с этими тремя лейблами, стали выпускать материал через бренд RCA Records. В апреле 2012 г. было объявлено, что его седьмой студийный альбом будет называться «Global Warming». Питбуль объявил в мае 2012 г. на Фейсбуке, что альбом выйдет 19 ноября 2012 г., также было объявлено, что главный сингл альбома будет присутствовать в саундтреке к фильму «Люди в черном 3». «Back in Time» с семплом из «Love Is Strange» дуэта Mickey & Sylvia был выпущен 26 марта 2012. Второй сингл «Get It Started» при участии Шакиры был выпущен в июне 2012 г. Промотур альбома начавшийся в августе 2012 г. в США включал в себя концерт 8 сентября в Улан-Баторе, Монголия.
В октябре Питбуль подтвердил, что Шакира, Кристина Агилера, Крис Браун, Дженнифер Лопес, The Wanted, Энрике Иглесиас и Havana Brown будут участвовать в создании альбома. Песня «Last Night» был изначально предназначена для Пэрис Хилтон. Журнал Complex назвал обложку альбома одной из самых худших в 2012 г.

## Синглы
- «Back in Time» был выпущен в качестве главного сингла 26 марта 2012. Трек был выпущен как главная тема фильма Люди в черном 3, появившись в конечных титрах. Сингл достиг пика на #11 в Billboard Hot 100, на #3 во Франции, на #4 в Канаде, на #4 в Австралии и на #5 в Германии.
- «Get It Started» был выпущен вторым синглом 25 июня 2012 г. В треке приняла участие колумбийская певица-песенница Шакира. Сингл достиг пика на #89 в Billboard Hot 100.
- «Don't Stop the Party» был выпущен в качестве третьего сингла альбома 25 сентября 2012 г. В нём присутствует семпл из песни «Funky Vodka» певца TJR. Сингл достиг пика на #17 Billboard Hot 100, #7 в Британии и #9 в Канаде.
- «Feel This Moment» был выпущен в качестве четвёртого сингла 18 января 2013. В треке приняла участие американская певица Кристина Агилера. В песне присутствует воссозданная (не семпл) мелодия из песни «Take on Me», исполненная группой A-ha. Сингл достиг пика на #8 в Billboard Hot 100, #1 в Испании, #4 в Канаде, #5 в Британии, #6 в Австралии и #9 в Германии.
- «Outta Nowhere» была выпущена пятым синглом альбома 28 мая 2013 г.[8] В треке принял участие американец колумбийского происхождения Дэнни Мерсер.

### Промосинглы
- «Echa Pa'lla (Manos Pa'rriba)» при участии Папайо была выпущена 16 июля 2012 в качестве первого промосингла альбома.

### Промоклипы
- «Global Warming» при участии Sensato был выпущен 25 марта 2013 г. на канале Дэвида Руссо «Vimeo»[9].
- «I’m Off That» был выпущен 31 июля 2013 на канале Дэвида Руссо «Vimeo»[10].

## Отзывы критиков
Global Warming получил в основном положительные отзывы от музыкальных критиков. Рэй Рахман из Entertainment Weekly дал альбому высший рейтинг, написав: «самое яркое впечатление от сотрудничества с Кристиной Агилерой», и ему понравилось сотрудничество с Havana Brown в песне «Last Night», назвав его «лучшим треком». Сэм Лэнски с веб-сайта Idolator заявил, что музыка и огромный список приглашенных артистов «большей частью то, что ожидали фанаты клубного хип-хипа, поэтому не удивляйтесь, когда он будет звучат вовсю в вашем супермаркете весь следующий год». Он отметил, что сотрудничество Питбуля и Дженнифер Лопес в «Drinks for You (Ladies Anthem)» один из самых выдающихся треков в альбоме.

### Продажи
Global Warming дебютировал в Billboard 200 на #14 с продажами в 63,800 копий. К 1 декабрю 2013 было распродано 355,000 копий.

## Список композиций
| №                   | Название                                            | Автор(ы) | Продюсер(ы)                                        | Длительность |
| ------------------- | --------------------------------------------------- | --- | -------------------------------------------------- | ------------ |
| 1.                  | «Global Warming» (featuring Sensato)                | Армандо К. Перес, Вильям Рейна, Уралес Варгас, Жан-Кристоф Риттер, Озур Ельмен, Антонио Монж, Рафаэль Руис                                    | Bass ill Euro, Армандо К. Перес, DJ Buddha         | 1:25         |
| 2.                  | «Don't Stop the Party» (featuring TJR)              | Армандо К. Перес, Томас Роздильский, Хосе Гарсия, Хорхе Гомес Мартинес, Ворвик Лин, Фредерик Гибберт                                          | TJR, Крис Лейк                                     | 3:26         |
| 3.                  | «Feel This Moment» (featuring Christina Aguilera)   | Армандо К. Перес, Насри Атвех, Адам Мессинджер, Нолан Ламброза, Уралес Варгас, Кристина Агилера, Пол Воктор, Мортен Харкет, Магне Фурухольмен | Адам Мессинджер, Насри Атвех, Sir Nolan, DJ Buddha | 3:49         |
| 4.                  | «Back in Time» (Featured in Men in Black 3)         | Армандо К. Перес, Уралес Варгас, Марк Кинчен, Адриан Трехо, Ральф Тейн, Мики Бейкер, Сильвия Робинсон, Эллас Макдэниэл                        | Марк Кинчен, DJ Big Syphe, DJ Buddha[b]            | 3:27         |
| 5.                  | «Hope We Meet Again» (featuring Chris Brown)        | Армандо К. Перес, Насри Атвех, Адам Мессинджер, Нолан Ламброза, Уралес Варгас, Кристофер Браун                                                | Адам Мессинджер, Насри Атвех, Sir Nolan            | 3:41         |
| 6.                  | «Party Ain't Over» (featuring Usher and Afrojack)   | Армандо К. Перес, Джамал Джонс, Ник ван де Валл, Ашер Реймонд IV, Уралес Варгас, Эрл Хэйес                                                    | Polow da Don, Afrojack, DJ Buddha                  | 4:03         |
| 7.                  | «Drinks for You (Ladies Anthem)» (featuring J. Lo)  | Армандо К. Перес, Дженнифер Лопес, Дэниел Вудис, Уралес Варгас, Моника Раш                                                                    | DJ Class, DJ Buddha                                | 3:16         |
| 8.                  | «Have Some Fun» (featuring The Wanted and Afrojack) | Армандо К. Перес, Ник ван де Валл, Уралес Варгас, Даниэль Мурсия, Дэвид Бервольд, Билл Боттрел, Вин Купер, Шерил Кроу, Кевин Гилберт          | Afrojack, DJ Buddha[b]                             | 4:04         |
| 9.                  | «Outta Nowhere» (featuring Danny Mercer)            | Армандо К. Перес, Даниэль Мурсия | Danny Mercer                                       | 3:26         |
| 10.                 | «Tchu Tchu Tcha» (featuring Enrique Iglesias)       | Армандо К. Перес, Рафаэль Джудрин, Пьер-Антуан Мелки, Энрике Иглесиас, Шилтон Фернандес                                                       | soFLY & Nius                                       | 3:25         |
| 11.                 | «Last Night» (featuring Havana Brown and Afrojack)  | Армандо К. Перес, Ник ван де Валл, Уралес Варгас, Энтони Престон                                                                              | Afrojack, DJ Buddha[b]                             | 3:39         |
| 12.                 | «I'm Off That»                                      | Армандо К. Перес, Ник ван де Валл, Генри Стейнвей, Уралес Варгас, Адриан Трехо, Хорхе Гомес Мартинес, Хосе Гарсия, Фрэнк Родригес             | RL Grime, Армандо К. Перес                         | 3:17         |
| Общая длительность: | Общая длительность:                                 | Общая длительность: | Общая длительность:                                | 40:58        |

| №                   | Название                                          | Автор(ы) | Producer(s)                                | Длительность |
| ------------------- | ------------------------------------------------- | --- | ------------------------------------------ | ------------ |
| 13.                 | «Echa Pa'lla (Manos Pa'rriba)» (featuring Papayo) | Армандо К. Перес, Грегор Сальто, Мануэль Коррао, Уралес Варгас, Цветин Тодоров                                      | Грегор Сальто, Цветин Тодоров, DJ Buddha   | 3:16         |
| 14.                 | «Everybody Fucks» (featuring Akon and David Rush) | Армандо К. Перес, Грегор Сальто, Даниэль Мурсия, Жанкарлос Канела, Алиан Тиам, Уралес Варгас, Цветин Тодоров, Киццо | Грегор Сальто, Цветин Тодоров, DJ Buddha   | 4:17         |
| 15.                 | «Get It Started» (featuring Shakira)              | Армандо К. Перес, Даррелл Бэббс, Уралес Варгас, Сидни Самсон, Марк Кинчен, Биграм Зайас, Шакира, Крис Стефенс       | Сидни Самсон, Марк Кинчен, DVLP, DJ Buddha | 4:05         |
| 16.                 | «11:59» (featuring Vein)                          | Армандо К. Перес, Гравриель Аминов                                                                                  | Vein                                       | 3:37         |
| Общая длительность: | Общая длительность:                               | Общая длительность:                                                                                                 | Общая длительность:                        | 56:13        |

| №                   | Название                                                   | Автор(ы) | Продюсер(ы)                    | Длительность |
| ------------------- | ---------------------------------------------------------- | --- | ------------------------------ | ------------ |
| 1.                  | «Rain Over Me» (featuring Marc Anthony)                    | Армандо К. Перес, RedOne, Марк Энтони, Билал Хаджи, Ахраф Янусси, Рашид Азиз | RedOne, Дэвид Раш, Jimmy Joker | 3:52         |
| 2.                  | «International Love» (featuring Chris Brown)               | Армандо К. Перес, Карстен Шэк, Питер Байкер, Шон Херли, Клод Келли | Soulshock & Biker, Шон Келли   | 3:49         |
| 3.                  | «Hotel Room Service»                                       | Джон Райд, Марк Кинчен, Марк Росс, Дэвид Хоббс, Найл Роджерс, Хью Брэнкин, Армандо К. Перес, Грэхем Уилсон, Росс Кэмпбелл, Джеймс Шеффер, Бернард Эдвардс, Лютер Кэмпбелл, Кристофер Вонгвон | Jim Jonsin                     | 3:59         |
| 4.                  | «Give Me Everything» (featuring Ne-Yo, Afrojack and Nayer) | Армандо К. Перес, Ник ван де Валл, Шаффер Смит | Afrojack                       | 4:16         |
| 5.                  | «Hey Baby (Drop It to the Floor)» (featuring T-Pain)       | Армандо К. Перес, Фахим Наджим, Сэнди Вильгельм | Sandy Vee                      | 3:56         |
| 6.                  | «DJ Got Us Fallin' in Love» (Usher featuring Pitbull)      | Макс Мартин, Shellback, Саван Котеча, Армандо К. Перес | Max Martin, Shellback          | 3:42         |
| 7.                  | «Dance Again» (Jennifer Lopez featuring Pitbull)           | RedOne, Энрике Иглесиас, Билал Хаджи, Ахраф Янусси, Армандо К. Перес | RedOne                         | 3:57         |
| Общая длительность: | Общая длительность:                                        | Общая длительность: | Общая длительность:            | 27:29        |

| №                   | Название                                             | Автор(ы) | Продюсер(ы)                              | Длительность |
| ------------------- | ---------------------------------------------------- | --- | ---------------------------------------- | ------------ |
| 13.                 | «Timber» (featuring Kesha)                           | Армандо К. Перес, Кеша Себерт, Лукаш Готвальд, Присцилла Гамильтон, Джейми Сандерсон, Брайан Стэнли Исаак, Henry Walter, Пебе Себерт, Ли Оскар, Кери Оскар, Грег Эррико | Dr. Luke, Cirkut, Sermstyle, Nick Seeley | 3:24         |
| 14.                 | «That High» (featuring Kelly Rowland)                | Армандо К. Перес, Миккель С. Эриксен, Тор Германсен, Бенджамин Левин, Shellback, Ester Dean                                                                             | Stargate, Benny Blanco                   | 3:14         |
| 15.                 | «Do It» (featuring Mayer Hawthorne)                  | Армандо К. Перес, Джейкоб Даттон, Эндрю Коэн, Омар Таварес, Сэмюэл Вишкоски                                                                                             | Tuxedo                                   | 3:40         |
| 16.                 | «Sun in California» (featuring Mohombi and PLAYB4CK) | Армандо К. Перес, Ивар Лисинский Мохомби Моупондо, Олле Ольмос, Бруно Лопес                                                                                             | Ивар Лисинский, Олле Ольмос              | 3:00         |
| 17.                 | «All the Things» (featuring Inna)                    | Армандо К. Перес, Мэтью Бернс, Кельвин Харрис, Бебе Блэк | Burns, Calvin Harris, Sean Combs         | 3:25         |
| Общая длительность: | Общая длительность:                                  | Общая длительность: | Общая длительность:                      | 57:41        |

- Высококачественная версия «Tchu Tchu Tcha» была использована в расширенной версии Global Warming на iTunes.

Семплы
- В «Global Warming» присутствует отрывок из «Macarena», написанной Антонио Монге и Рафаэлем Руисом.
- В «Don’t Stop the Party» присутствует семпл из «Funky Kingston», написанной Фредериком Гиббертом и исполненной Toots & The Maytals.
- В «Feel This Moment» присутствует отрывок из «Take on Me», написанной Полом Воктором, Мортеном Харкетом и Магне Фурухольменом и исполненной A-ha.
- В «Back in Time» присутствует семпл из «Love is Strange», написанной Мики Бейкером, Сильвия Робинсон и Элласом Мак Даниэлем и исполненной Mickey & Sylvia.
- В «Have Some Fun» присутствует отрывок из «All I Wanna Do», написанной Дэвидом Бервольдом, Биллом Боттрелом, Вин купером, Шерил Кроу и Кевином Гилбертом и исполненная Шерил Кроу.
- В «Tchu Tchu Tcha» присутствует отрывок из «Eu Quero Tchu, Eu Quero Tcha», написанная Шилтоном Фернандесом и исполненная João Lucas & Marcelo.
- В «I’m Off That» присутствует семпл из «Pacha on Acid», написанной Ником ван де Волом и исполненная Afrojack.

## Позиции в чарте
| Чарт (2012)                     | Наивысшая позиция |
| ------------------------------- | ----------------- |
| Australian Albums Chart         | 14                |
| Austrian AlbumsChart            | 12                |
| Belgian Albums Chart (Flanders) | 46                |
| Belgian Albums Chart (Wallonia) | 43                |
| Canadian Albums Chart           | 12                |
| French Albums Chart             | 43                |
| German Albums Chart             | 21                |
| Hungarian Albums Chart          | 31                |
| Irish Albums Chart              | 59                |
| New Zealand Albums Chart        | 38                |
| Spanish Albums Chart            | 38                |
| Swedish Albums Chart            | 54                |
| Swiss Albums Chart              | 15                |
| US Billboard 200                | 14                |
| Billboard Top Rap Albums        | 1                 |

## История релиза
| Регион         | Дата           | Лейбл(ы)    | Форматы                      |
| -------------- | -------------- | ----------- | ---------------------------- |
| Германия       | 16 ноября 2012 | Sony Music  | Цифровая дистрибуция, CD     |
| США            | 19 ноября 2012 | RCA Records | Цифровая дистрибуция, CD, LP |
| Великобритания | 3 декабря 2012 | RCA Records | Цифровая дистрибуция, CD, LP |